# Centrale thermique de Bergkamen
La centrale thermique de Bergkamen est une centrale thermique en Rhénanie-du-Nord-Westphalie, en Allemagne.